# Берёзовка (Инкинский сельсовет)
Берёзовка — исчезнувший посёлок в Колпашевском районе Томской области. На момент упразднения входил в состав Инкинского сельсовета. Упразднен в 1972 году.

## География
Посёлок располагался посреди болотного массива, в 6,5 км (по прямой) к юго-западу от деревни Пасека.

## История
Посёлок возник в начале 1930-х годов, когда бассейн реки Обь стал местом расселения спецпоселенцев из числа кулаков. По данным на 1938 год спецпосёлок Березовка подчинялся Берёзовской поселковой комендатуре. В посёлке проживала 29 семей спецпоселенцев. В посёлке был организован колхоз "Красный Север". В 1960 году посёлок становится отделением совхоза "Колпашевский", а с 1968 года отделение плем совхоза «Инкинский». С середины 1950-х годов, после снятия ограничений по передвижению спецпоселенцев, посёлок начинают покидать жители. Так в 1958 году была закрыта Березовская школа, а ее здание перевезено в село Инкино, которое было приспособлено под библиотеку.
Решением № 186 Томского облисполкома от 20 июля 1972 г. посёлок Берёзовка исключен из учётных данных.

## Население
| 1939 | 1952 | 1959 | 1970 |
| ---- | ---- | ---- | ---- |
| 390  | ↘212 | ↘87  | ↘0   |

В 1938 году в поселке проживало 118 человек спецпоселенцев, в том числе 19 мужчин, 37 женщин и 62 ребенка до 16 лет.